# Кызыл-Яр (пещера)
Кызыл-Яр баш. Ҡыҙылъяр мәмерйәһе) — карстовая пещера им. Г. А. Максимовича, на территории Белорецкого района Республики Башкортостан, Россия. Геологический памятник природы Республики Башкортостан, имеющий научное значение (1965), самая большая на Южном Урале, и самая протяженная переточная пещера в Башкортостане.

## География
Находится в Белорецком районе Башкортостана, на реке Инзер в 22 км к северу от села Инзер, расположенной в левом склоне долины, на территории «Южно-Уральского заповедника». Вход в пещеру находится в средней части правого склона долины реки Большой Инзер на абсолютной отметке 362 м, с превышением над руслом реки — 13 м.

## Описание
Пещера лабиринтовая, решетчатого типа; заложена в карстовом массиве на древних протезеройных свитах, образованным дугообразной излучиной реки. Вход в пещеру небольшой, овальной формы, шириной 0,4 м и высотой 0,8 м. Обилие и видовое разнообразие натёчных форм позволяет отнести Кызыльяровскую пещеру в число красивейших пещер нашей республики.
Самая протяженная пещера Башкортостана имеет такие размеры: длина 2217 м, ширина 3 м, высота 5,6 м, глубина 13 м, амплитуда 25 м, площадь 6,8 тыс. м², объём 30,6 тыс. м³., На Южном Урале для верхнепротерозойских карбонатных пород крупные по длине пещеры вообще не свойственны, но образование пещеры в коренной излучине реки обусловило ее значительные размеры, поскольку по системе взаимопересекающихся трещин образовались лабиринты и решетки .
В пещере встречается редкий вид летучих мышей – прудовая ночница.

## История
Впервые исследована специалистами Пермской гидрографической партии Уральского управления гидрометеослужбы в 1956 году, в дальнейшем изучалась спелеологами Екатеринбурга, Магнитогорска и Уфы. Она ценна для науки тем, что образование её происходит в современную геологическую эпоху. Общая протяжённость пещеры 2217 м, объём полости 30600 кубических метров.
В пещере обнаружены богатые натечные образования, кальцитовые кристаллы, пещерный жемчуг и оолиты светло-желтого цвета, сталагнаты. Вокруг охранной зоны представлены луга и сосново-березовые леса. В пещере обитает редкий вид летучих мышей — прудовая ночница.
Постановлением Совета Министров Башкирской АССР «Об охране памятников природы Башкирской АССР» от 17.08.1965 № 465 пещера объявлена геологическим памятником природы республики.
11 апреля 2018 года Правительства Республики Башкортостан принято постановлением № 163, определяющее режим хозяйственного использования и зонирование территории пещеры.
В пещере и на ее территории запрещены следующие виды деятельности и природопользования:
- использование открытого огня при посещении пещеры;
- откалывание натечных образований;
- вынос пещерных образцов;
- захламление территории;
- оставление наскальных надписей;
- посещение пещеры без сопровождения опытных спелеологов и специального снаряжения;
- добыча строительных материалов;
- любая деятельность, которая может негативно сказаться на состоянии памятника природы.

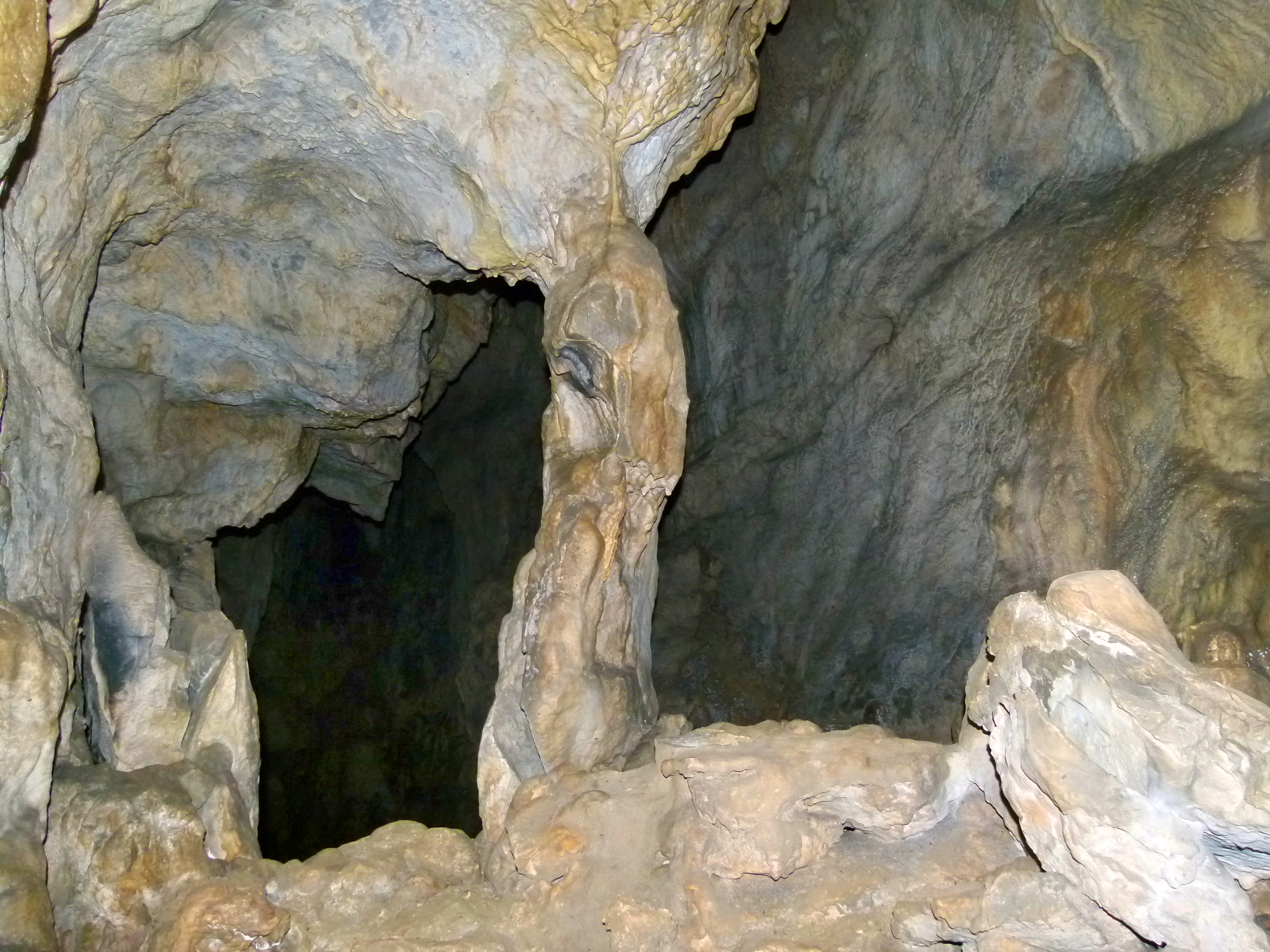
Сталагнат в Кызыл-Яровской пещере. Башкортостан

## Этимология
Во многих публикациях пишут, что пещера расположена в 1,2 км к север-северо-востоку от деревни Кызылъяр, которая и дала название пещере — Кызылъяровская. Однако ныне этой деревни не существует. Топоним башкирского происхождения, в переводе означающий «красный берег» — баш. ҡыҙыл+яр.
Названа пещерой им. Г. А. Максимовича по постановлению Спелеологической комиссии Центрального совета по туризму ВЦСПС в 1964 году.